# Procambarus pictus
Procambarus pictus är en sötvattenlevande kräfta som lever endemiskt i USA.